# غلام وفاخواه
 غلام وفاخواه (زادهٔ ۴ اسفند ۱۳۲۵) بازیکن سابق فوتبال اهل ایران است. وی سابقه بازی در باشگاه‌های نادر تهران، دارایی تهران و عقاب را دارد.
او به عنوان یار کمکی به پیکان تهران کمک کرد تا قهرمان جام دوستی شود. او در فینال این مسابقات دو گل زد. همچنین به عنوان یار کمکی به تاج تهران کمک کرد تا قهرمان جام باشگاه های آسیا شود. او در فینال این مسابقات یک گل به ثمر رساند. به همین دلیل به مرد جام‌ها مشهور شد.
وفاخواه ۱۵ بازی ملی و ۴ گل ملی نیز در کارنامه دارد.